# Audi A2
Audi A2 (type 8Z) var en minibil fra Audi, bygget i Neckarsulm mellem november 1999 og juli 2005.

## Design
Allerede i 1996 overtog Stefan Sielaff ansvaret for projektet med prototyperne Light green og Light Blue. Sammen med Luc Donckerwolke, som lavede A2's udvendige design, lavede han en prototype til fremvisning på Frankfurt Motor Show 1997. Al2, opkaldt efter begge prototyperne, skulle kombinere en ny rummelighed samt lethed som følge af benyttelsen af gennemsigtige kunststofdele og aluminium. Begge versioner havde en dybtgående taglinje.
Serieproduktionen af Audi A2 startede samtidig med fremvisningen af den køreklare prototype på Frankfurt Motor Show 1999. Det var allerede før præsentationen af prototyperne besluttet, at seriemodellen skulle have samme udvendige form som prototyperne. Frem for alt det tydeligt ændrede "ansigtsudtryk" orienterede sig mod andre tidssvarende bilmodeller fra Audi. De ledende designere Peter Schreyer og Gerd Pfefferle modtog i 2002 den tyske designpris for arbejdet med A2 samt A4 B6.
- Bagfra
- Prototypen Audi Al2

## A2 TDI 3L
Denne trecylindrede lavenergibil 1,2 TDI adskilte sig på mange punkter fra de øvrige A2-versioner.
Den automatiserede gearkasse blev, ligesom på søstermodellen Volkswagen Lupo 3L TDI, betjent hydraulisk ved hjælp af en gearskifter og gennemtvang gennem en optimeret styresoftware meget tidlige gearskift. I den tilkoblelige Eco-modus blev der automatisk skiftet til friløb når føreren slap speederen, for ikke at miste energi på grund af motorens bremsevirkning. Samtidig blev også start/stop-systemet, som efter fire sekunders stilstand afbrød motoren, aktiveret. Ved kørsel i automatisk gearskiftemodus blev Eco-funktionen automatisk tilsluttet, hvilket ligeledes aktiverede en mere sparsom motorstyring med en reduceret maksimal effekt på 33 kW (45 hk) mod normalt 45 kW (61 hk). Det var dog muligt at skifte gear manuelt ved hjælp af Tiptronic-skiftekulissen.
Af vægtbesparende grunde var undervognen delvist fremstillet af aluminium og mere kompakt opbygget; bagsædet var konstrueret i letbygning og var ikke delt, brændstoftanken kunne kun rumme 20 liter indtil 2003, hvor kunderne uden merpris kunne vælge mellem 20- eller 34-liters tank. Panoramataget Open-Sky var aldrig tilgængeligt til 3L-modellen, og klimaanlæg og servostyring var til denne version sammen med forskellige andre former for ekstraudstyr kun tilgængeligt uden for Danmark. Det skyldes hovedsageligt at-3L versionen blev begunstiget afgiftmæssigt via Lupoloven, hvor den danske stat gav en afgiftsreduktion på kr 50-60.000,- grundet den særlig gode brændstoføkonomi. Det var desværre et uomgåeligt krav fra staten at 3L modellen (gælder også for Volkswagen Lupo) at bilerne intet ekstraudstyr måtte have for at afgiftsreduktionen kunne gives. Dette betyder, at alle 3L-modeller med fabriksmonteret servostyring eller klimaanlæg betyder, at bilen er parallelimporteret som oftest fra Tyskland. Som standard var bilen udstyret med ESP, aluminium/magnesium-fælge med dæk af størrelse 145/80R14, som reducerede rullemodstanden betydeligt.
Grundet vægt- og aerodynamikoptimeringer er bilen indtil i dag med sit normforbrug på 2,99 liter pr. 100 km den eneste serieproducerede femdørs treliterbil. Bilens CW-værdi er 0,25, hvilket placerer den på en med Honda Insight delt førsteplads mellem alle op til 2008 fremstillede, serieproducerede biler.
1,2 TDI-motoren opfyldt fra fabrikken Euro3-normen (fra modelår 2004 Euro4). I Tyskland er det dog muligt at omkode den til D4. I bilens produktionstid kunne den ikke leveres med partikelfilter, men det har siden 2010 kunnet eftermonteres, og herefter ville bilen kunne tildeles den grønne miljømærkat til alle Tysklands miljøzoner. A2 TDI 3L var frem til 31. december 2005 fritaget for ejerafgift i Tyskland. På grund af den høje anskaffelsespris blev der kun fremstillet ca. 6.500 eksemplarer af bilen.

## Tekniske data
Audi A2, med undtagelse af 1,2 TDI-versionen, havde en CW-værdi på 0,28.
I år 2004 blev der med A2H2 præsenteret en prototype til en brint/brændstofcellebil baseret på A2.
Motorprogrammet i Audi A2 omfattede to benzin- og tre dieselmotorer.
|                                                | 1,2                 | 1,4                 | 1,6 FSI                      | 1,2 TDI                   | 1,4 TDI                   | 1,4 TDI                   |
| Byggeår                                        | [ M 2 ]             | 11/1999−7/2005      | 4/2002−7/2005                | 3/2001−7/2005             | 11/1999−7/2005            | 11/2003−7/2005            |
| Motordata                                      |                     |                     |                              |                           |                           |                           |
| Motortype                                      | R3-benzinmotor      | R4-benzinmotor      | R4-benzinmotor               | R3-dieselmotor            | R3-dieselmotor            | R3-dieselmotor            |
| Antal ventiler pr. cylinder                    | 4                   | 4                   | 4                            | 2                         | 2                         | 2                         |
| Ventilstyring                                  | OHC, tandrem        | DOHC, tandrem       | DOHC, tandrem                | OHC, tandrem              | OHC, tandrem              | OHC, tandrem              |
| Fødesystem                                     | Direkte             | Multipoint          | Direkte                      | Pumpe/dyse                | Pumpe/dyse                | Pumpe/dyse                |
| Trykladning                                    | –                   | –                   | –                            | Turbolader, ladeluftkøler | Turbolader, ladeluftkøler | Turbolader, ladeluftkøler |
| Køling                                         | Vandkøling          | Vandkøling          | Vandkøling                   | Vandkøling                | Vandkøling                | Vandkøling                |
| Motorkendebogstaver                            |                     | AUA, BBY            | BAD                          | ANY                       | AMF, BHC                  | ATL                       |
| Boring × slaglængde                            | 81,0 × 77,4 mm      | 76,5 × 75,6 mm      | 76,5 × 86,9 mm               | 76,5 × 86,4 mm            | 79,5 × 95,5 mm            | 79,5 × 95,5 mm            |
| Slagvolume                                     | 1197 cm³            | 1390 cm³            | 1598 cm³                     | 1191 cm³                  | 1422 cm³                  | 1422 cm³                  |
| Kompressionsforhold                            | 12,5:1              | 10,5:1              | 12,0:1                       | 19,5:1                    | 19,5:1                    | 18,5:1                    |
| Maks. effekt ved omdr./min.                    | 55 kW (75 hk) /5500 | 55 kW (75 hk) /5000 | 81 kW (110 hk) /5800         | 45 kW (61 hk) /4000       | 55 kW (75 hk) /4000       | 66 kW (90 hk) /4000       |
| Maks. drejningsmoment ved omdr./min.           | 115 Nm /3000        | 126 Nm /3800        | 155 Nm /4500                 | 140 Nm /1800−2400         | 195 Nm /2200              | 230 Nm /1900−2200         |
| Kraftoverførsel                                |                     |                     |                              |                           |                           |                           |
| Drivende hjul                                  | Forhjul             | Forhjul             | Forhjul                      | Forhjul                   | Forhjul                   | Forhjul                   |
| Gearkasse                                      | 5-trins manuel      | 5-trins manuel      | 5-trins manuel               | 5-trins sekventiel        | 5-trins manuel            | 5-trins manuel            |
| Præstationer                                   |                     |                     |                              |                           |                           |                           |
| Topfart                                        | 173 km/t            | 173 km/t            | 202 km/t                     | 168 km/t                  | 173 km/t                  | 188 km/t                  |
| Acceleration 0-100 km/t                        | 12,1 sek.           | 12,3 sek.           | 9,8 sek.                     | 14,9 sek.                 | 12,6 sek.                 | 10,9 sek.                 |
| Brændstofforbrug pr. 100 km ved blandet kørsel |                     | 4,6 liter Blyfri 95 | 4,7 liter Blyfri 98          | 3,0 liter Diesel          | 4,3 liter Diesel          | 4,3 liter Diesel          |
| Bemærkninger                                   |                     |                     |                              |                           |                           |                           |
|                                                |                     |                     | Ikke egnet til E10-brændstof |                           |                           |                           |

1. 1 2  Denne motor findes ikke på det danske modelprogram
2. ↑  Monteret i konceptbilen; ikke benyttet i serieproduktion.

## Tidslinje
1999
- Introduktion som 1,4 (75 hk) og 1,4 TDI (75 hk).

2001
- Introduktion af 1,2 TDI 3L (61 hk).

2002
- Introduktion af 1,6 FSI (110 hk).

2003
- Introduktion af specialmodellen ColourStorm.
- Introduktion af 1,4 TDI (90 hk).

2005
- Indstilling af produktionen.

## Udstyr
Ud over talrige former for ekstraudstyr, som normalt blev tilbudt af fabrikanten, kunne A2 fås med følgende ekstraudstyrspakker:
- Advance: Radio Chorus, dobbelt bagagerumsbund, metallic- eller perleeffektlakering, klimaautomatik, to enkelte udtagelige bagsæder
- High-Tech: Glasskydetag Open Sky, parkeringshjælp, mobiltelefonforberedelse med håndfri betjening og stemmestyring
- Style: Sidespejle og dørhåndtag i bilens farve, fjernbetjening til centrallåsesystem, højdejusterbart fører- og forsædepassagersæde, belyst make-up-spejl, fodmåtter og trinbeskyttelsesfolie, alufælge 6Jx15
- Style Plus: Fireeget læderrat med airbag, niegede 17" alufælge med dæk 205/40R17, belyste sminkespejle i begge solskærme, fjernbetjent centrallåsesystem med komfortlukning, fodmåtter foran og bagi, manuelt højdejusterbart fører- og forsædepassagersæde, sidespejle og dørhåndtag i bilens farve, gearstangsknop og -manchet i læder, S line-sportsundervogn, trinbeskyttelsesfolie
- S line Sport: Sportsundervogn, 7Jx17 alufælge i nieget design, sportssæder foran, lændehvirvelstøtte foran, sportsrat, betjeningselementer i læder
- "Xtend": Udstyrspakke til Østrig fra 2001 omfattende klimaautomatik, fjernbetjening til centrallåsesystem med komfortlukning, højdejusterbart fører- og forsædepassagersæde, sidespejle og dørhåndtag i bilens farve, bagagerumsafdækning, dobbelt og udtagelig bagagerumsbund, 15" alufælge (14" på 1,2 TDI)

## Teknologibærer
Ifølge udtalelser fra Audi blev der under såvel konstruktionen som produktionen af A2 for første gang i serieproduktion benyttet nye teknologier og koncepter. A2 var udstyret med aluminiumskarrosseri baseret på den hidtil kun i luksusbilen Audi A8 benyttede Audi Space Frame-teknologi.

## Klassificering
Et problem med Audi A2 er klassificeringen i forskellige kategorier som minibil, lille mellemklassebil eller mini-MPV. Audi A2 var udviklet som direkte konkurrent til Mercedes-Benz A-klassen, og lignede den meget i både størrelse og nypris. Begge biler var ved sammenlignelig kabinestørrelse væsentligt kortere, men højere end en Volkswagen Golf IV (længde og akselafstand svarede i vidt omfang til Volkswagen Polo III). For Mercedes-Benz var det dog muligt at udvikle A-klassen som en direkte konkurrent til Volkswagen Golf, da man hidtil ikke havde haft nogen model i dette segment − i modsætning til Audi, som allerede havde en lille mellemklassebil i form af A3.
Allerede navnet "A2" betød, at modellen var placeret "under A3". Dette førte til det dilemma, at begge disse i forhold til såvel koncept som størrelse meget ens biler A-klasse og A2 af deres fabrikanter blev tilmeldt forskellige klasser hos den tyske færdselsstyrelse Kraftfahrt-Bundesamt. Også i ADACs fejlstatistik tilhører A2 minibilsklassen, mens A-klassen tilhører den lille mellemklasse.

## Efterspørgsel
I bilens byggeperiode på fem et halvt år forlod 176.377 eksemplarer samlebåndet, hvoraf 6.450 var 1,2 TDI 3L-modellen.
For at rette op på det forholdsvist sløve salg, lancerede Audi i år 2003 specialmodellen "colour.storm", som udmærkede sig ved mere iøjnefaldende farver med matsort tag samt sorte kunststofdele på forskærme, døre og kofangere. Heller ikke denne version øgede salgstallene nævneværdigt.

## Tilbagekaldelser
Den 1. januar 2008 offentliggjorde den tyske færdselsstyrelse en tilbagekaldelse af 2004-modellen, som på grund af utilstrækkeligt dimensionerede skruer på brændstofpumpen kunne løsrive denne, hvilket vil kunne føre til udslip af dieselolie.

## Priser
Ifølge ADACs fejlstatistik opnåede A2 i årene 2003 til 2008 førstepladsen i sin klasse. Ligeledes havde bilen i 2004 førstepladsen i TÜVs statistik.
En yderligere pris vandt A2 på grund af sit ekstremt lave skadesstofudslip. Især kunne 1,2 TDI-versionen omkodes til D4-norm og dermed tildeles den grønne miljømærkat, også uden partikelfilter.